# Agence francophone pour la numérotation internationale du livre

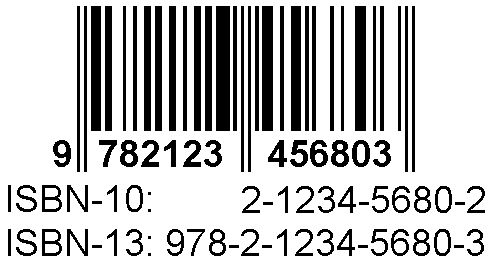
Codes attribués par l'AFNIL.

L'Agence francophone pour la numérotation internationale du livre (AFNIL), dont le siège est à Paris, est l'organisme de régulation et de normalisation chargé, depuis 1972, de l'attribution des codes ISBN et EAN à tous les éditeurs français, belges francophones et des pays d’Afrique francophone. Elle fait partie de l'International ISBN Agency (Agence internationale de l'ISBN) qui a son siège à Londres.
Au Québec, l'AFNIL est représentée par la Bibliothèque nationale qui est chargée de la même mission auprès des éditeurs canadiens francophones.
En Suisse, c'est l'Agence ISBN pour la Suisse, dont le siège est à Zurich, qui est chargée de l'attribution des codes.